# Gubernator generalny

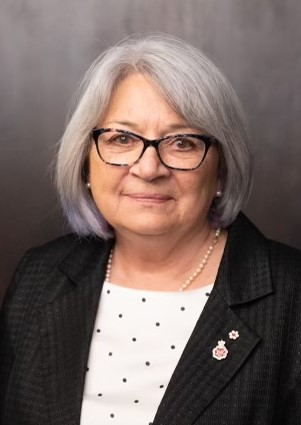
gubernator generalna Kanady Mary Simon

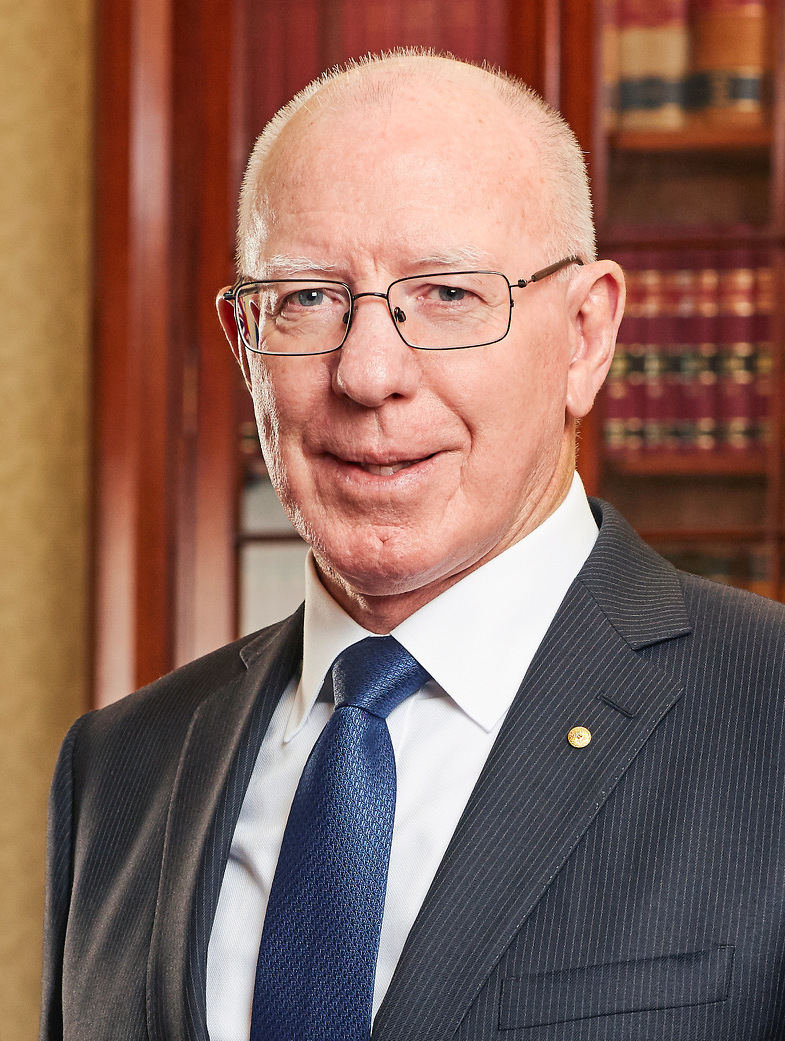
Były gubernator generalny Australii David Hurley

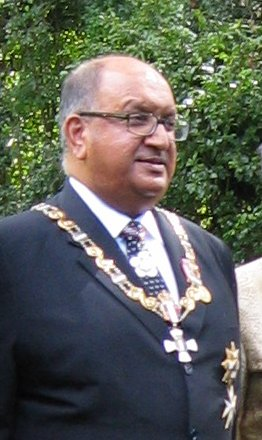
Były gubernator generalny Nowej Zelandii Anand Satyanand

Gubernator generalny – historycznie najwyższy stopień gubernatorski, nadawany najwyższym urzędnikom administracji kolonialnej, szczególnie (ale nie tylko) na terenie Imperium brytyjskiego. Obecnie tytułu tego używają reprezentanci monarchy brytyjskiego w państwach Wspólnoty Narodów połączonych z Wielką Brytanią unią personalną (tzw. Commonwealth realms).
Obecnie stanowisko to występuje w następujących państwach:
- Antigua i Barbuda
- Australia
- Bahamy
- Belize
- Grenada
- Jamajka
- Kanada
- Nowa Zelandia
- Papua-Nowa Gwinea
- Saint Kitts i Nevis
- Saint Lucia
- Saint Vincent i Grenadyny
- Tuvalu
- Wyspy Salomona.

Do roku 1926 gubernatorzy generalni pełnili podwójną funkcję. Byli osobistymi przedstawicielami monarchy w dominiach brytyjskich, a równocześnie stanowili oddelegowanych tam reprezentantów brytyjskiego rządu, sprawującego nad dominiami pewną władzę polityczną. Podczas konferencji imperialnej w 1926 postanowiono o rozdzieleniu obu ról. Od tego czasu gubernatorzy są wyłącznie reprezentantami suwerena, zastępującymi go pod jego nieobecność w jego zamorskich realms. Z kolei funkcje przedstawicieli rządu – tym razem już o charakterze czysto dyplomatycznym – przejęli wysocy komisarze.
Gubernatorów generalnych powołuje formalnie monarcha brytyjski na wniosek rządu danego państwa. W praktyce decydujący głos przy obsadzie tego stanowiska należy do premiera każdego z realms lub też do jego parlamentu. Gubernatorzy posiadają w systemach politycznych realms pozycję analogiczną do tej zajmowanej przez monarchę w Wielkiej Brytanii. Ich formalne uprawnienia są niezwykle szerokie. Mogą m.in. powoływać i odwoływać premiera, skracać kadencję parlamentu, a także nadawać ordery i odznaczenia. W rzeczywistości (podobnie jak to się dzieje w Wielkiej Brytanii) wszystkie te kompetencje wykonują jedynie na wyraźny wniosek rządu, zaś ich samodzielna rola ogranicza się do zadań ceremonialnych i reprezentacyjnych. W brytyjskiej nauce prawa konstytucyjnego istnieje koncepcja tzw. reserve powers, według której gubernatorzy są strażnikami stabilności swoich państw, zaś w razie jej zagrożenia (np. wskutek poważnego kryzysu politycznego) mają prawo użyć swoich prerogatyw zupełnie samodzielnie. W praktyce jednak dzieje się tak niezwykle rzadko. W większości państw od gubernatorów tradycyjnie wymaga się nieangażowania się w bieżącą politykę.
Niemal wszyscy gubernatorzy generalni w trakcie swojej kadencji lub tuż po jej zakończeniu otrzymują brytyjski Order św. Michała i św. Jerzego, przeznaczony dla osób szczególnie zasłużonych dla Wspólnoty Narodów i brytyjskiej służby dyplomatycznej. Z chwilą objęcia urzędu są również dekorowani najwyższymi odznaczeniami swoich państw, a następnie stają się ich kanclerzami i podpisują decyzje o ich nadaniu kolejnym osobom. Formalnie wszystkie akty gubernatorów generalnych stanowią decyzje królewskie, podpisywane i ogłaszane przez nich jedynie w zastępstwie monarchy.
Do 1981 obowiązywała nieformalna zasada, iż gubernatorami generalnymi zostają wyłącznie mężczyźni. Zwyczaj ten przełamała dopiero Elmira Gordon, która objęła wówczas urząd gubernator generalnej Belize. Od tego czasu funkcje te sprawuje coraz więcej kobiet.

## Inne kraje
Tytuł gubernatora generalnego odnosił się też do:
- japońskich gubernatorów Tajwanu
- japońskich gubernatorów Korei
- najwyższych rangą gubernatorów prowincji w Chinach, za czasów dynastii Qing
- gubernatorów niemieckich i austriackich w okupowanym Królestwie Polskim (1915–1918)
- niemieckiego gubernatora okupowanej Polski (1939–1945).

## Zob. też
- generał-gubernator